# Reação do relógio de iodo
A reação do relógio de iodo, também chamada de reação de Landolt, é um experimento clássico de demonstração para exibir a cinética química em ação; foi descoberto por Hans Heinrich Landolt em 1886. Há diversas variações desse experimento, cada uma envolvendo espécies de iodo (íon iodeto, iodo livre ou íon iodato) e reagentes redox na presença de amido. Duas soluções incolores são misturadas e, a princípio, não há reação visível. Após um curto intervalo de tempo, o líquido adquire repentinamente um tom azul escuro devido à formação de um complexo (tri‑iodeto)-amido. Em algumas variações, a solução alterna repetidamente entre incolor e azul, até que os reagentes se esgotem.

## Variação com peróxido de hidrogênio
Esse método começa com uma solução de peróxido de hidrogênio e ácido sulfúrico. A ela, é adicionada uma solução contendo tiossulfato de sódio, iodeto de potássio e amido. Há duas reações ocorrendo simultaneamente na solução.
Na primeira reação (mais lenta), o iodo é produzido:
{\displaystyle {\ce {H2O2 + 2 I- + 2 H+ -> I2 + 2 H2O}}}
Na segunda, mais rápida, o iodo é convertido em íons iodeto pelo tiossulfato:
{\displaystyle {\ce {2{S2O3^{2-}}+I2->{S4O6^{2-}}+2I-}}}
Depois de certo tempo, a solução muda de cor para um azul muito escuro, quase preto.
Quando as soluções são misturadas, a segunda reação faz com que o iodo seja consumido muito mais rápido do que é gerado, e apenas uma pequena quantidade de iodo fica presente no equilíbrio dinâmico. Uma vez esgotado o ânion tiossulfato, essa reação cessa, o que possibilita a formação do íon tri-iodeto, e se estabelece a cor azul do complexo (tri‑iodeto)-amido.
Qualquer coisa que acelere a primeira reação encurta o tempo até que a solução mude de cor. Diminuir o pH (aumentando a concentração de H+), ou aumentar a concentração de iodeto ou de peróxido de hidrogênio encurta o tempo reacional. Adicionar mais tiossulfato tem o efeito oposto; faz com que leve mais tempo para o aparecimento da cor azul.
Em vez de tiossulfato de sódio, a cisteína também pode ser usada como substrato.
O íon iodeto proveniente do iodeto de potássio é convertido a iodo na primeira reação:
{\displaystyle {\ce {2I- + 2 H+ + H2O2 -> I2 + 2 H2O}}}
O iodo produzido é, então, reduzido de volta a iodeto pelo agente redutor, a cisteína. Ao mesmo tempo, a cisteína é oxidada a cistina.
{\displaystyle {\ce {2 C3H7NO2S + I2 -> C6H12N2O4S2 + 2I- + 2 H+}}}
Analogamente ao caso do tiossulfato, quando a cisteína se esgota, a cor azul aparece.

## Variação com iodato
Um método alternativo usa uma solução de iodato (por exemplo, iodato de potássio) à qual é adicionada uma solução acidificada (novamente com ácido sulfúrico) de bissulfito de sódio.
Nessa variação, o ânion iodeto é gerado pela seguinte reação lenta entre o iodato e o bissulfito:
{\displaystyle {\ce {IO3^- + 3 HSO3^{-}-> I^- + 3 HSO4^-}}}
Esse primeiro passo é o determinante da velocidade reacional. Em seguida, o iodato em excesso oxida o iodeto gerado acima para formar iodo (reação de Dushman):
{\displaystyle {\ce {IO3^- + 5 I- + 6 H+ -> 3 I2 + 3 H2O}}}
No entanto, o iodo é reduzido imediatamente de volta a iodeto pelo bissulfito:
{\displaystyle {\ce {I2 + HSO3^- + H2O -> 2 I- + HSO4^- + 2 H+}}}
Quando o bissulfito é totalmente consumido, o iodo em excesso (que não é reduzido por bissulfito) pode formar o íon tri-iodeto e, consequentemente, o complexo azul escuro com o amido.

## Variação com persulfato
Nessa reação, usa-se persulfato de sódio, de potássio ou de amônio para oxidar íons iodeto a iodo. O tiossulfato de sódio é usado para reduzir o iodo de volta a iodeto antes que se forme tri-iodeto que possa complexar com o amido para fornecer a característica cor azul escuro.
Iodo é gerado:
{\displaystyle {\ce {2I- + S2O8^{2-}-> I2 + 2SO4^{2-}}}}
Logo depois, é consumido:
{\displaystyle {\ce {I2 + 2 S2O3^{2-}-> 2 I- + S4O6^{2-}}}}
Uma vez consumido todo o tiossulfato, o iodo pode complexar com o amido. O persulfato de potássio é menos solúvel (conforme Salters website), enquanto o persulfato de amônio tem uma solubilidade maior e é usado na reação descrita em exemplos da Universidade de Oxford.

## Variação com clorato
Uma sequência experimental do relógio de iodo também foi estabelecida para um sistema que consiste em iodo/iodeto de potássio (mistura conhecida como lugol), clorato de sódio e ácido perclórico, ocorrendo através das seguintes reações.
O tri-iodeto está presente em equilíbrio com o ânion iodeto e o iodo molecular:
{\displaystyle {\ce {I3^- <=> I2 + I-}}}
O ânion clorato oxida o iodeto formando ácido hipoiodoso e ácido cloroso na etapa determinante da velocidade reacional:
{\displaystyle {\ce {ClO3^- + I- + 2 H+ -> HIO + HClO2}}}
O consumo de clorato é acelerado pela reação com ácido hipoiodoso, gerando ácido iodoso e mais ácido cloroso:
{\displaystyle {\ce {ClO3^- + HIO + H+ -> HIO2 + HClO2}}}
A autocatálise aumenta quando o ácido iodoso recém-gerado também converte o clorato na etapa reacional mais rápida:
{\displaystyle {\ce {ClO3^- + HIO2 -> IO3^- + HClO2}}}
Nesse relógio, o período de indução é o tempo que leva para o processo autocatalítico começar, após o qual a concentração de iodo livre cai rapidamente, conforme observado por espectroscopia UV-visível.